# O Andar do Bêbado
O Andar do Bêbado é o quarto livro do escritor estadunidense Leonard Mlodinow. Foi publicado nos Estados Unidos da América em 13 de maio de 2008 com o título de The Drunkard's Walk: How Randomness Rules Our Lives. Sua versão brasileira saiu em 28 de julho de 2009 pela editora Jorge Zahar com tradução de Diego Alfaro.

## Sinopse
Mlodinow utiliza-se de exemplos reais para provar como o ser humano não está preparado para lidar com o aleatório, muitas vezes não sabendo, nem mesmo, reconhecê-lo.
Um dos vários casos descritos no livro é o do "problema de Monty Hall" e também do iPod shuffle. Muitos usuários deste iPod duvidavam da aleatoriedade com que as músicas eram tocadas, pois, algumas vezes um mesmo artista ou música tocava mais de uma vez. A saída encontrada por Steve Jobs, segundo o livro, foi reprogramar o iPod para que evitasse repetições e deixá-lo menos aleatório para parecer mais aleatório.